# Область H I
Область H I — межзвёздное облако, состоящее из атомарного водорода (H I). Эти области являются неизлучающими, за исключением эмиссии на длине волны 21 см (1 420 МГц) (Линия водорода). У этой линии очень низкая вероятность электронного перехода, поэтому требуется большое количество водородного газа для того, чтобы её заметить. Области H I становятся намного ярче на фронтах ионизации, где они (области) сталкиваются с расширяющимся ионизированным газом (например, из областей H II). Степень ионизации в области H I очень мала — в пределах 10−4 (то есть одна частица на 10 000).
Если наносить на карту излучения областей H I, полученные с помощью радиотелескопов, можно определять структуру спиральных галактик. Этот метод используется также для нанесения на карту гравитационных возмущений между галактиками. Когда две галактики сталкиваются, вещество из них выталкивается в виде нитей, позволяя астрономам определить, по какому пути перемещались галактики.